# Kostel Narození Panny Marie (Strašín)
Kostel Narození Panny Marie se nachází v západočeské obci Strašín, nedaleko Sušice. Jedná se o trojlodní barokní stavbu. Kostel byl založen ve 13. století a prošel řadou rekonstrukcí.

## Historie
Původně jednolodní románská stavba zhruba z poloviny 13. století, prošla gotickou i barokní přestavbou. Během barokní úpravy byly přistavěny boční lodě, a tak se proměnila na trojlodní baziliku. Postranní lodě byly zaklenuty třemi křížovými klenbami s kamennými žebry. Půdorys stavby se tak rozšířil do přibližného tvaru čtverce. Stavebně-historický průzkum kostela v letech 1997–98 potvrdil dochované části původního opevnění hradu, kamenné hradby a bašty. V dnešním sklepě pod kaplí svaté Barbory se zachoval prostor zaklenutý valenou klenbou. Ve stěnách jsou zazděny střílny. Všechny hradby, které obepínají areál kostela mají polygonální půdorys. Součástí areálu je i barokní kostnice, fara a Mariánská zahrada s kaplí za kostelem.

## Popis
Půdorys kostela je přibližně ve tvaru čtverce při zachování původní délky. Původní trojúhelný štít ukončující kněžiště poskytuje plochu pro nástěnnou malbu. Čistě barokní přístavbou jsou pouze dvě dvoupatrové hranolové věže na bocích presbytáře. Interiér středověkého kostela svůj charakter nezměnil. Středověké okno kněžiště bylo využito jako nika pro umístění Madony nad vstupem do kostela.
Architekturu hlavního oltáře charakterizují dva šroubovité a dva hladké sloupy s korintskými hlavicemi, které nesou mohutné zvlněné kladí. Vedle dynamicky vzhlížejících postav andělů na oltářním retábulu jsou sochy světců sv. Petra a Pavla v životní velikosti, stejně jako sochy sv. Jana Křtitele a sv. Jana Nepomuckého. Do středu barokního oltáře byla umístěna nejcennější sakrální památka nejen kostela, ale celého regionu – gotická milostná socha Strašínské madony, kterou kostelu koncem 15. století daroval velmož Půta Švihovský z Rýzmberka, pán na hradech Švihov a Rabí.

## Galerie

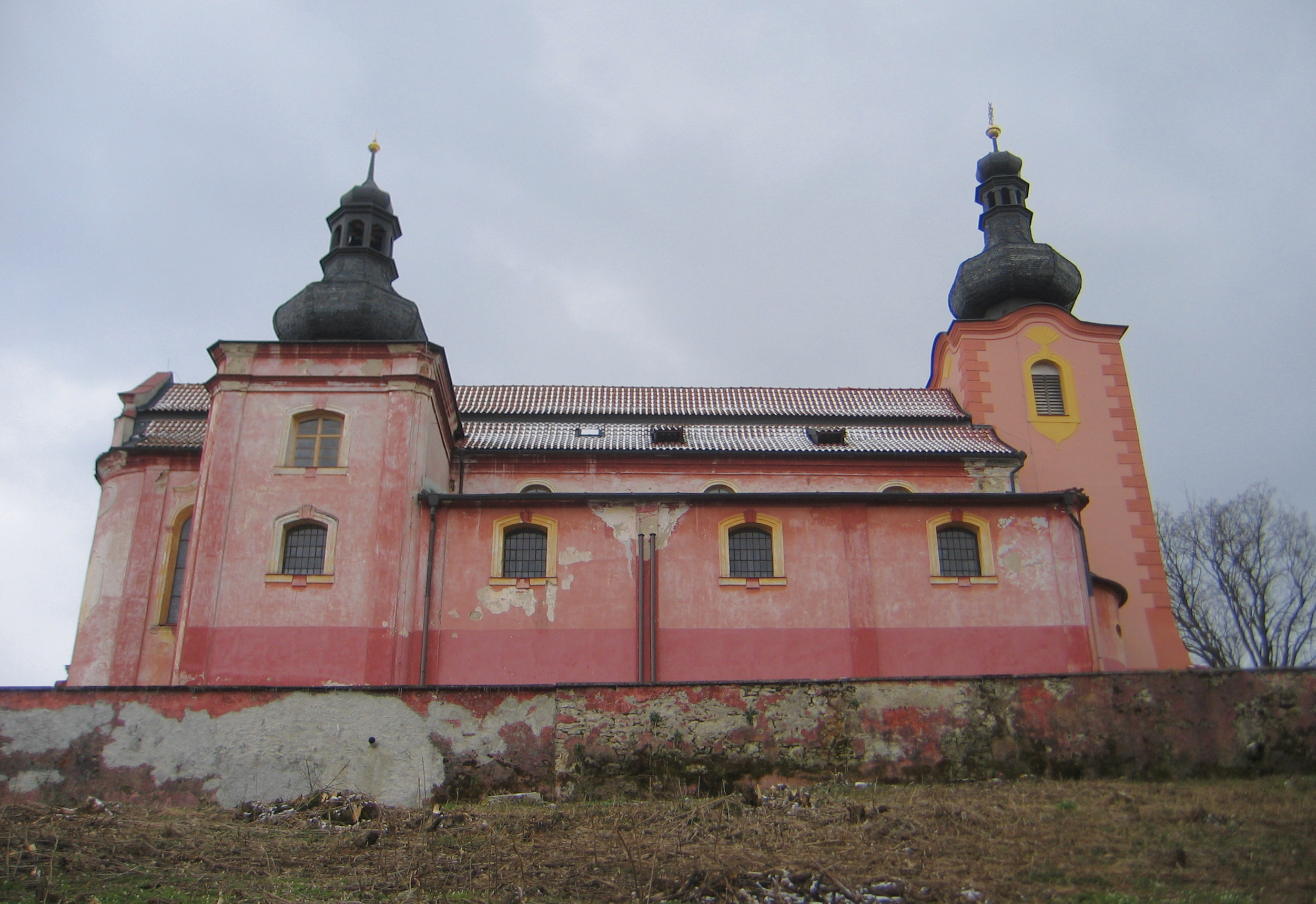
severní strana
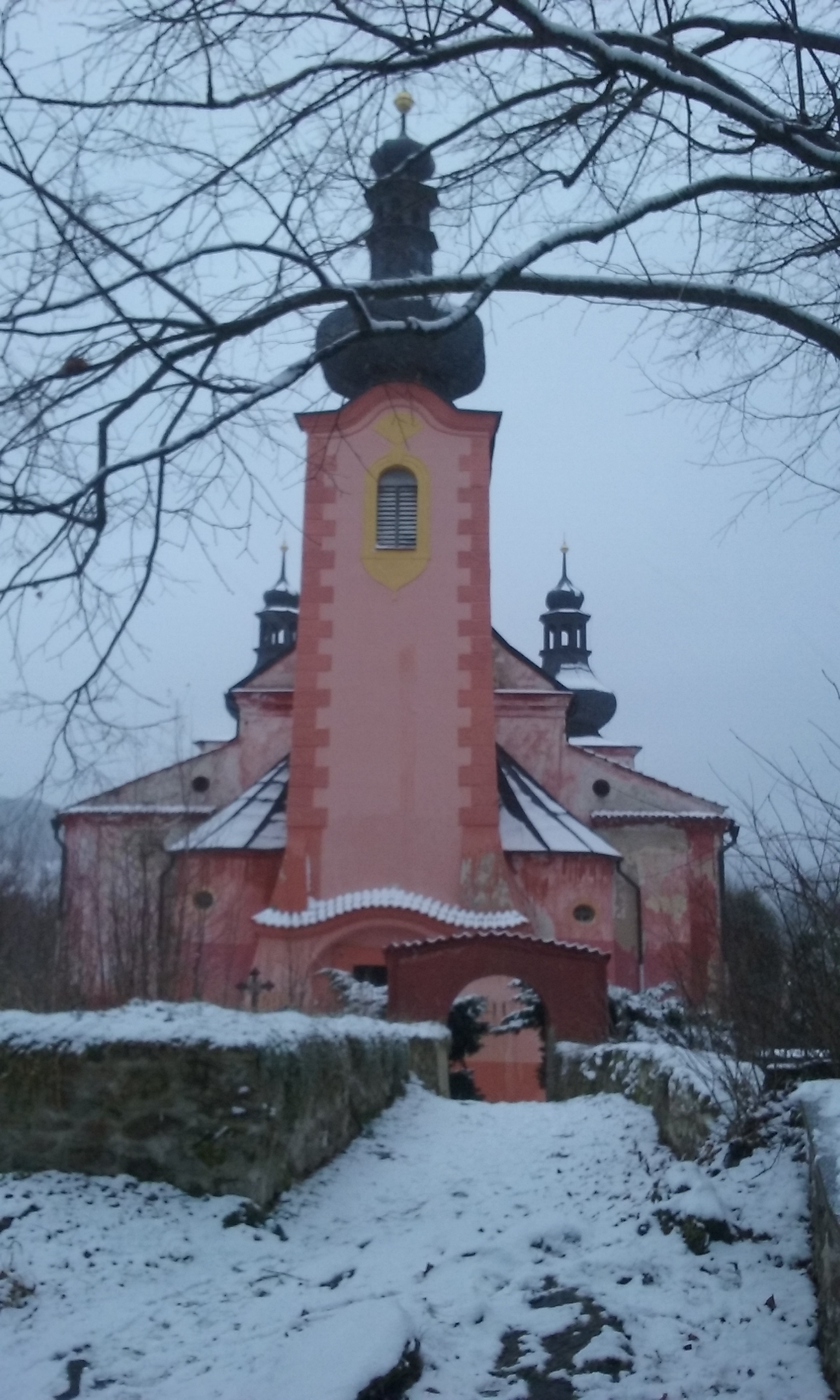
pohled z Mariánské zahrady
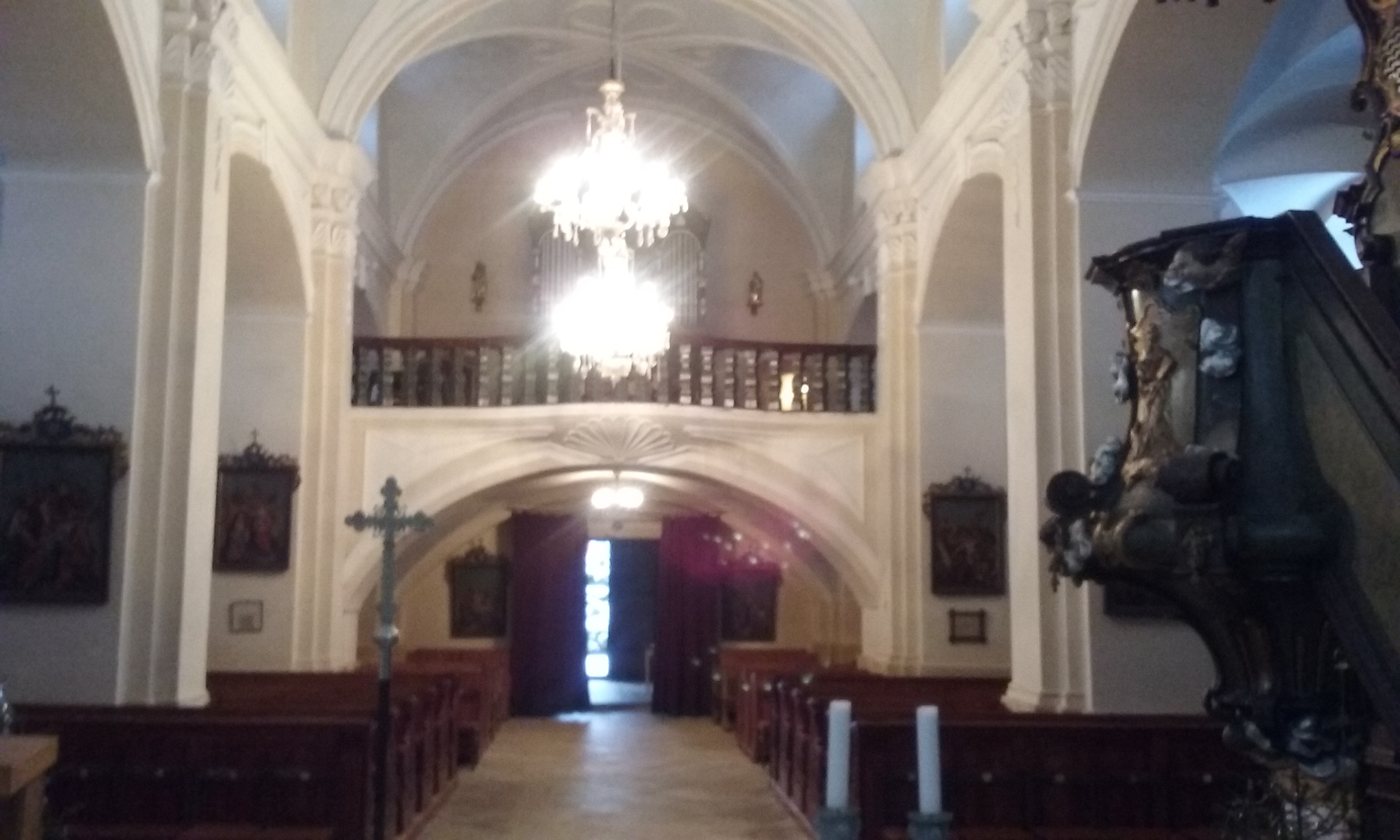
Hlavní loď
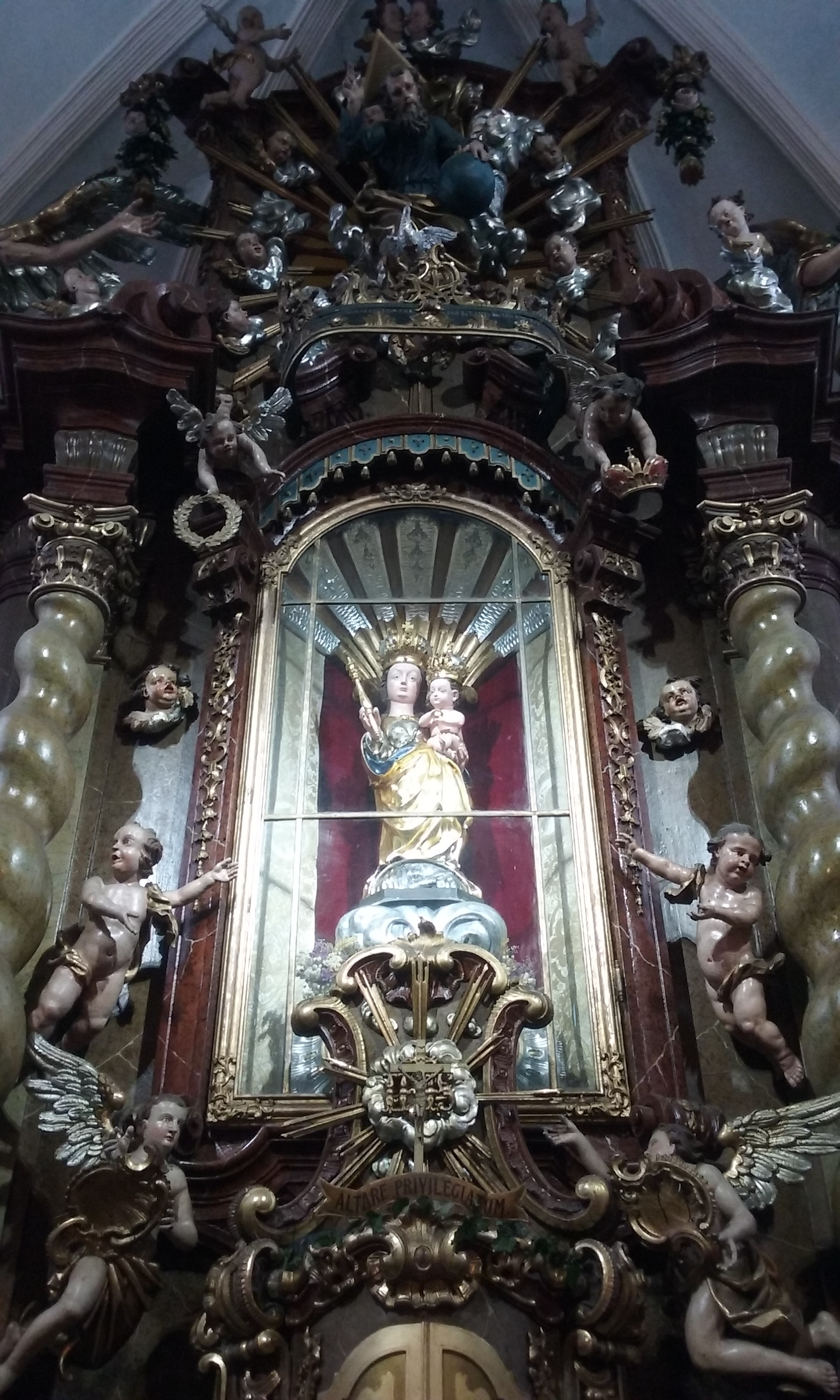
Hlavní oltář se Strašínskou Madonou
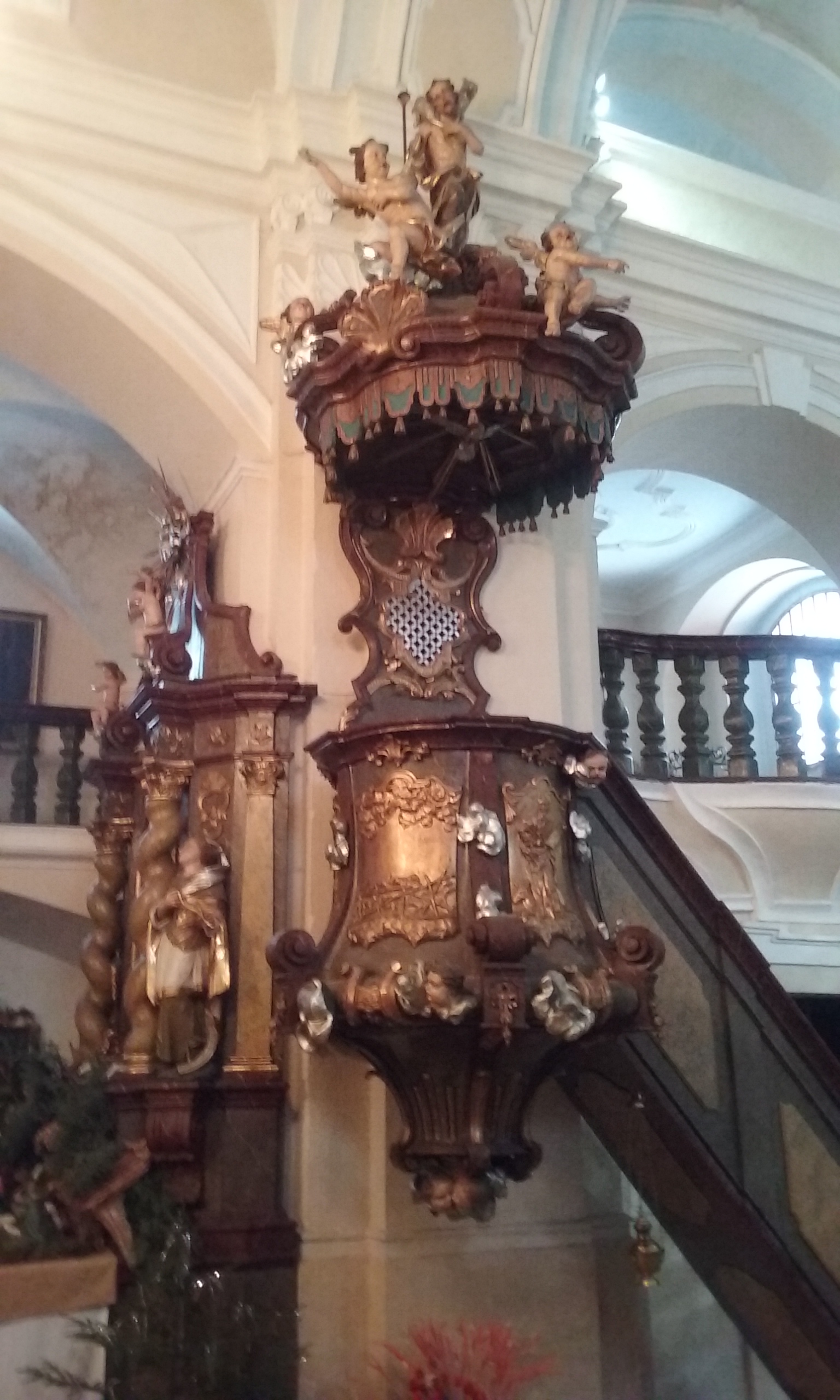
Kazatelna